# گروبلا
گروبلا (به لاتین: Grubela) یک منطقهٔ مسکونی در گرجستان است.